# Kadnay
Kadnay – ukraiński duet muzyczny, działający od 2012 i tworzący muzykę z pogranicza indie i electro-popu. Zespół tworzą Dmytro Kadnaj i Filipp Koljadenko.

## Historia zespołu
Dmytro Kadnaj i Filipp Koljadenko rozpoczęli współpracę muzyczną w 2012. 16 grudnia 2014 wydali debiutancki album studyjny, zatytułowany  po prostu Kadnay. W ramach promocji płyty zagrali ogólnokrajową trasę koncertową. 10 czerwca 2016 wydali EP-kę pt. 23Floor, którą promowali singlami: „Symphony of Love”, „Hitchcock” i „Empty Shades”. 17 października zaprezentowali singiel „You Know How I Roll”. 
Pod koniec stycznia 2017 wydali singiel „Freedom in My Mind”, z którym zakwalifikowali się do półfinałów ukraińskich eliminacji do 62. Konkursu Piosenki Eurowizji; 18 lutego wystąpili w trzecim półfinale selekcji i zajęli trzecie miejsce (pierwsze u jurorów i czwarte u telewidzów), niepremiowane awansem do finału. 15 maja wydali singiel „Lonely”. 1 grudnia zaprezentowali drugą EP-kę, zatytułowaną Widczuwaju.
W styczniu 2018 zostali ogłoszeni półfinalistami ukraińskich eliminacji do 63. Konkursu Piosenki Eurowizji; z utworem „Beat of the Universe” zajęli trzecie miejsce w finale selekcji.

## Członkowie
- Dmytro Kadnaj – śpiew, gitara, autor tekstów i muzyki
- Filipp Koljadenko – śpiew, gitara, instrumenty klawiszowe

## Dyskografia
Albumy studyjne
- Kadnay (2014)

Minialbumy (EP)
- 23Floor (2016)
- Widczuwaju (2017)